# Ptereleotris crossogenion
Ptereleotris crossogenion är en fiskart som beskrevs av Randall och Suzuki 2008. Ptereleotris crossogenion ingår i släktet Ptereleotris och familjen Ptereleotridae. Inga underarter finns listade i Catalogue of Life.